# Diocesi di Bridgetown
La diocesi di Bridgetown (in latino Dioecesis Pontipolitana) è una sede della Chiesa cattolica a Barbados suffraganea dell'arcidiocesi di Porto di Spagna. Nel 2022 contava 10.000 battezzati su 286.000 abitanti. È retta dal vescovo Neil Sebastian Scantlebury.

## Territorio
La diocesi comprende il territorio di Barbados.
Sede vescovile è la città di Bridgetown, capitale dello stato, dove si trova la cattedrale di San Patrizio.
Il territorio si estende su 430 km² ed è suddiviso in 12 parrocchie.

## Storia
La diocesi di Bridgetown-Kingstown fu eretta il 7 marzo 1970 con la bolla Cum et nobis di papa Paolo VI, ricavandone il territorio dalla diocesi di Saint George's a Grenada.
Il 23 ottobre 1989 in forza della bolla Diligenter iamdiu di papa Giovanni Paolo II la diocesi si è divisa, dando origine alla presente diocesi e alla diocesi di Kingstown.
Dall'8 luglio 2011 al 22 dicembre 2015 è stata unita in persona episcopi alla diocesi di Kingstown.

## Cronotassi dei vescovi
Si omettono i periodi di sede vacante non superiori ai 2 anni o non storicamente accertati.
- Anthony Hampden Dickson † (19 ottobre 1970 - 23 aprile 1995 dimesso)
- Malcolm Patrick Galt, C.S.Sp. † (23 aprile 1995 - 31 maggio 2005 ritirato)
  - Sede vacante (2005-2011)[1]
- Charles Jason Gordon (8 luglio 2011 - 19 ottobre 2017 nominato arcivescovo di Porto di Spagna)[2]
  - Sede vacante (2017-2021)
- Neil Sebastian Scantlebury, dal 28 dicembre 2020[3]

## Statistiche
La diocesi nel 2022 su una popolazione di 286.000 persone contava 10.000 battezzati, corrispondenti al 3,5% del totale.
| anno | popolazione | popolazione | popolazione | presbiteri | presbiteri | presbiteri | presbiteri                | diaconi | religiosi | religiosi | parrocchie |
| anno | battezzati  | totale      | %           | numero     | secolari   | regolari   | battezzati per presbitero | diaconi | uomini    | donne     | parrocchie |
| ---- | ----------- | ----------- | ----------- | ---------- | ---------- | ---------- | ------------------------- | ------- | --------- | --------- | ---------- |
| 1980 | 23.000      | 373.200     | 6,2         | 14         | 3          | 11         | 1.642                     | 2       | 22        | 49        | 16         |
| 1999 | 10.000      | 260.000     | 3,8         | 8          | 3          | 5          | 1.250                     | 1       | 5         | 10        | 6          |
| 2000 | 10.000      | 260.000     | 3,8         | 8          | 3          | 5          | 1.250                     | 1       | 5         | 11        | 6          |
| 2001 | 10.000      | 260.000     | 3,8         | 8          | 3          | 5          | 1.250                     | 1       | 5         | 11        | 6          |
| 2002 | 10.750      | 269.000     | 4,0         | 9          | 4          | 5          | 1.194                     | 1       | 5         | 11        | 6          |
| 2003 | 10.750      | 269.000     | 4,0         | 7          | 3          | 4          | 1.535                     | 1       | 4         | 12        | 5          |
| 2004 | 10.830      | 271.000     | 4,0         | 7          | 3          | 4          | 1.547                     | 1       | 4         | 14        | 5          |
| 2006 | 10.443      | 250.010     | 4,2         | 10         | 4          | 6          | 1.044                     | 1       | 6         | 11        | 6          |
| 2012 | 11.100      | 277.000     | 4,0         | 10         | 3          | 7          | 1.110                     |         | 7         | 7         | 7          |
| 2015 | 10.000      | 270.000     | 3,7         | 10         | 4          | 6          | 1.000                     |         | 6         | 1         | 7          |
| 2018 | 10.000      | 286.000     | 3,5         | 10         | 4          | 6          | 1.000                     | 2       | 6         | 7         | 7          |
| 2020 | 10.020      | 286.500     | 3,5         | 16         | 5          | 11         | 626                       | 5       | 11        | 7         | 7          |
| 2022 | 10.000      | 286.000     | 3,5         | 14         | 7          | 7          | 714                       | 5       | 7         | 7         | 12         |